# The Elements of Style

The Elements of Style (parfois appelé Strunk & White) est une méthode de langue anglaise écrite par William Strunk et E. B. White en 1918.

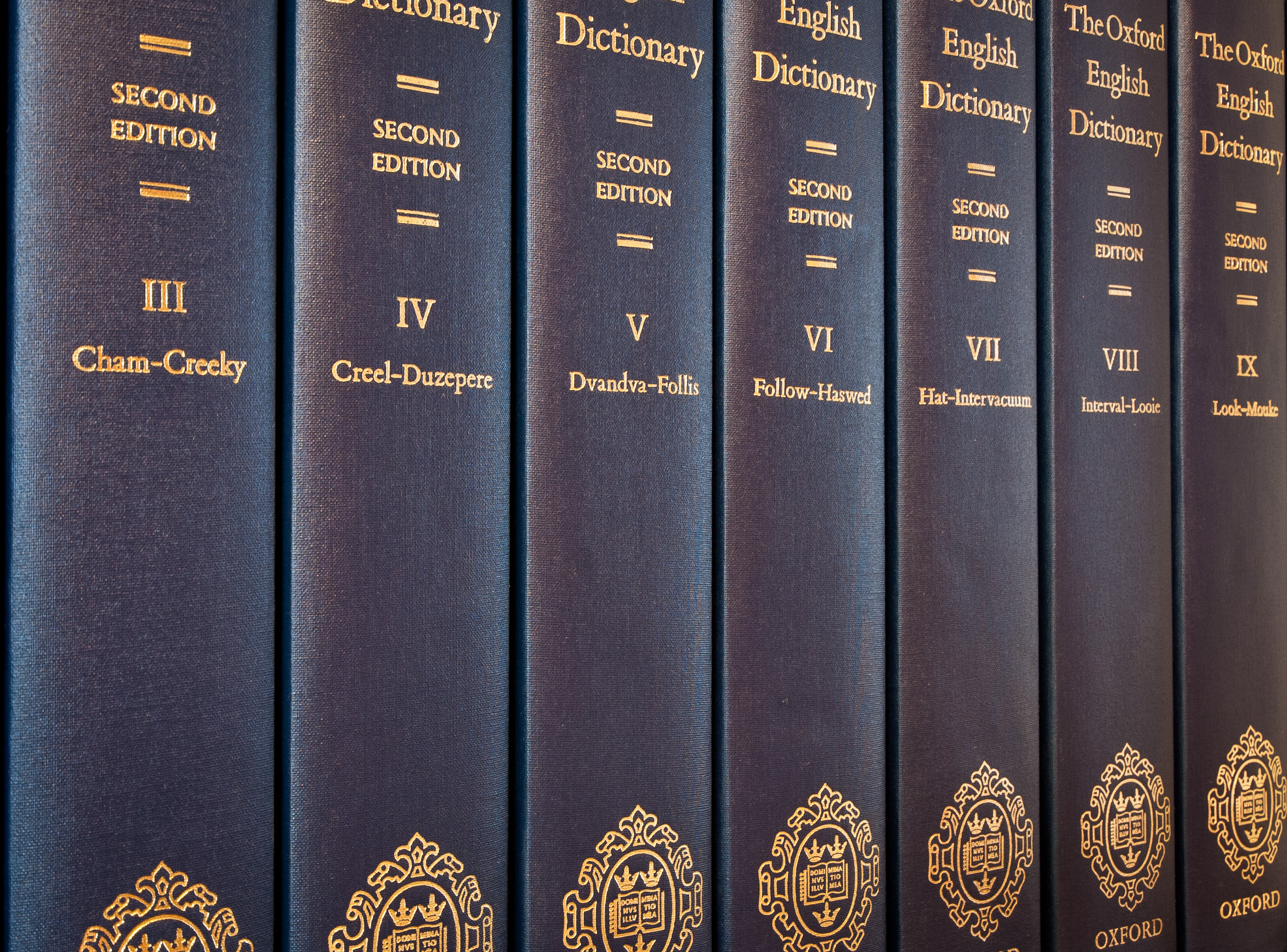
Volumes de la deuxième édition du Oxford English Dictionary (dictionnaire de la langue anglaise).

Il comprend huit « règles élémentaires d'utilisation », dix « principes élémentaires de composition », « quelques questions de forme », une liste de quarante-neuf « mots et expressions couramment utilisés à mauvais escient » et une liste de cinquante-sept « mots souvent mal orthographiés ».